# Chevannes (Loiret)
Chevannes è un comune francese di 348 abitanti situato nel dipartimento del Loiret nella regione del Centro-Valle della Loira.

## Società

### Evoluzione demografica
Abitanti censiti